# Parastenhelia pyriformis
Parastenhelia pyriformis is een eenoogkreeftjessoort uit de familie van de Parastenheliidae. De wetenschappelijke naam van de soort is voor het eerst geldig gepubliceerd in 2003 door Song, W. Kim & Chang.